# Carpobrotus rossii
Carpobrotus rossii (Haw.) Schwantes, conosciuta comunemente come karkalla, è una pianta succulenta della famiglia delle Aizoacee nativa dell'Australia meridionale.

## Descrizione
Le foglie sono succulente, lunghe 3,5–10 cm e larghe 1 cm, curvate o raramente diritte.
I fiori sono color porpora chiaro, larghi 6 cm.
Il frutto è rosso, globoso, ha lunghezza di circa 2,5 cm e larghezza 1,5 cm.

## Distribuzione e habitat
La pianta cresce negli stati di Australia Occidentale, Australia Meridionale, Tasmania e Vittoria.
Si può trovare in grandi macchie che coprono le dune di sabbia vicino all'oceano, grazie alla sua robustezza e resistenza al salmastro.

## Usi
Gli aborigeni australiani per tradizione ne mangiano il frutto, sia fresco che secco. Anche le foglie salate sono mangiate con la carne.